# Ліпіни-Дольне
Ліпіни-Дольне (пол. Lipiny Dolne) — село в Польщі, у гміні Потік-Горішній Білґорайського повіту Люблінського воєводства. Населення — 1086 осіб (2011).

## Історія
За даними етнографічної експедиції 1869—1870 років під керівництвом Павла Чубинського, у селі переважно проживали римо-католики, меншою мірою — греко-католики, які розмовляли українською мовою.
У 1947 році під час операції «Вісла» польська армія виселила зі Ліпін на щойно приєднані до Польщі північно-західні терени багатьох українців, деяким з яких пізніше вдалося повернутися в село зі заслання. 
У 1975—1998 роках село належало до Замойського воєводства.

## Демографія
Демографічна структура станом на 31 березня 2011 року:
|          | Загалом | Допрацездатний вік | Працездатний вік | Постпрацездатний вік |
| -------- | ------- | ------------------ | ---------------- | -------------------- |
| Чоловіки | 531     | 115                | 349              | 67                   |
| Жінки    | 555     | 102                | 294              | 159                  |
| Разом    | 1086    | 217                | 643              | 226                  |